# گوی‌درق‌کندی (هریس)
گوی‌درق‌کندی یکی از روستاهای استان آذربایجان شرقی است که در دهستان بدوستان غربی بخش خواجه شهرستان هریس واقع شده‌است.